# ロバート・ミントン
ロバート・ヘンリー・ミントン (Robert Henry Minton、1904年7月13日 - 1974年9月) は1930年代に活躍したアメリカのボブスレー選手。1932年のレークプラシッドオリンピックの男子2人乗りで銅メダルを獲得した。ニューヨーク市で亡くなった。